# Calyptranthes rostrata
Calyptranthes rostrata är en myrtenväxtart som beskrevs av August Heinrich Rudolf Grisebach. Calyptranthes rostrata ingår i släktet Calyptranthes och familjen myrtenväxter. Inga underarter finns listade i Catalogue of Life.